# Gravity Recovery and Interior Laboratory
The Gravity Recovery and Interior Laboratory (GRAIL) — программа изучения гравитационного поля и внутреннего строения Луны, реконструкции её тепловой истории. GRAIL позволит получить более полную информацию о формировании Луны и других твёрдых планет Солнечной системы. Эта миссия подобна ранее начатому проекту Gravity Recovery and Climate Experiment (GRACE), изучавшему гравитационное поле Земли.
Программа реализовывалась парой космических аппаратов («Эбб» и «Флоу» («прилив» и «отлив»)), которые были запущены 10 сентября 2011 года с помощью ракеты «Дельта-2». Дизайн зондов основан на разработке USA-165.
Проект возглавляет глава департамента Earth, Atmospheric and Planetary Sciences Maccaчусетского Технологического Института Мария Зубер. Бюджет проекта — 496 миллионов долларов, включая проект, развитие, запуск и укомплектование персоналом.

## Описание миссии

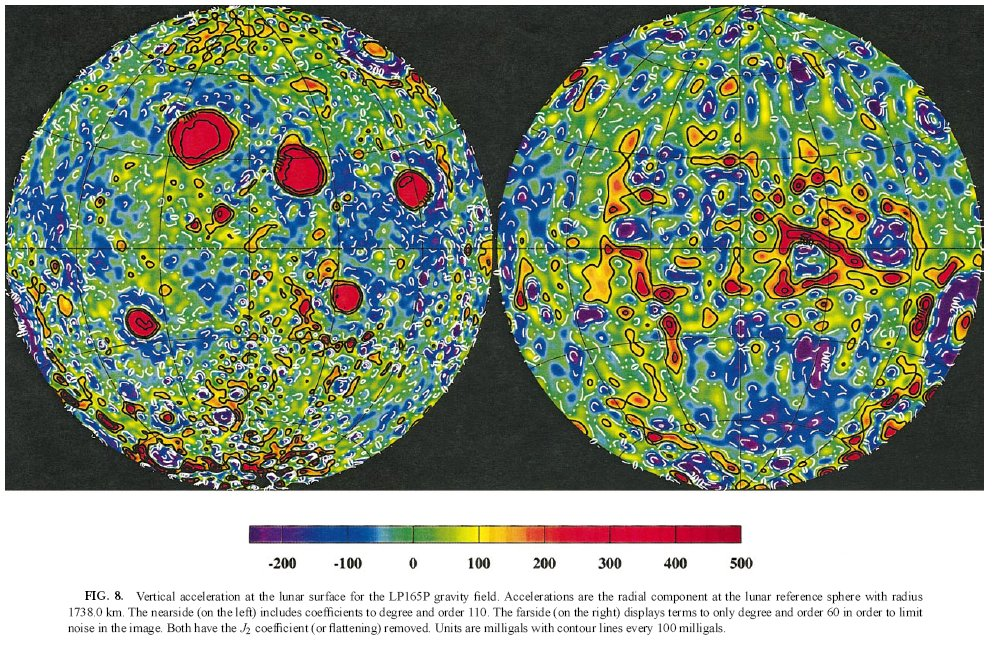
Гравитационная карта Луны, сделанная космическим аппаратом Lunar Prospector в 1998—1999 годах

Известно, что на Луне присутствуют крупные гравитационные аномалии (см — масконы).
С помощью двух аппаратов GRAIL-A и GRAIL-B, следующих друг за другом по практически одной орбите, на расстоянии друг от друга от 175 до 225 км, будет составлена карта аномалий гравитационного поля Луны. Зонды будут вести свои исследования автономно, без постоянного контроля с Земли. Система микроволнового измерения дальности будет параметрировать расстояние между этими двумя спутниками. Изменения этого расстояния характеризуют гравитационую карту Луны. Для увеличения точности измерений высота окололунной орбиты будет поддерживаться очень низкой, около 50 км, что примерно соответствует средней высоте LRO.
Каждый из зондов также оснащён небольшой камерой MoonKAM, передающей снимки не самого высокого качества. Её работой будут управлять не сотрудники НАСА, а простые школьники, которые смогут выбирать конкретное время и место съёмки, следить за выполнением своей заявки на сайте MoonKAM и просматривать подготовленные в соответствии с заявкой фотографии лунной поверхности.

## Работа на орбите и завершение миссии
Выход на окололунную орбиту состоялся 1 января 2012 (GRAIL-A, 01.21 MSK) и 2 января 2012 (GRAIL-B, 06.05 MSK). Он был осуществлён по схеме баллистического захвата с прохождением точки L1, которая не требует большого тормозного импульса возле Луны (порядка 800 м/с), но увеличивает время полёта к Луне с 3 суток до 3,5 месяцев.
Первоначальная околополярная орбита зондов имела эллиптическую форму с высотой от ~90 до ~8 360 км, а один полный оборот вокруг Луны они совершали примерно за 11,5 часа. Сначала на такую траекторию движения перешёл GRAIL-A, завершивший свой манёвр первого января в 02:00 мск. На следующий день в 02:43 по московскому времени к нему присоединился GRAIL-B.
Изначально миссия GRAIL должна была продлиться до мая 2012 года. В конце августа 2012 года миссию было решено продлить до декабря 2012 года.
Аппараты с орбиты высотой 55 километров снизили до орбиты высотой около 23 километров. Это позволило получить более точные данные при том, что уже сейчас разрешение созданной по данным GRAIL карты гравитационного поля Луны превосходит аналоги в три-четыре раза.
Специалисты начнут уменьшать высоту орбиты GRAIL, постепенно приводя её к круговому виду. В марте, когда стартовала программа научных наблюдений, аппараты двигались на расстоянии в ~55 км от поверхности Луны и облетали её приблизительно за два часа.
Зонды «Эбб» и «Флоу» врезались в лунную поверхность в районе кратера Гольдшмидт 18 декабря 2012 года около 02:30 МСК (17 декабря около 17:30 по восточному времени США).

## Результаты исследований
С помощью аппаратов GRAIL было обнаружено, что толщина лунной коры была заметно переоценена. Сейсмографы, установленные во время экспедиций «Аполлона», давали результат в 60 километров (после повторного анализа — около 45 километров). Новые результаты говорят, что её толщина составляет «всего» около 30 километров.